# 전자정부추진위원회
전자정부추진위원회(電子政府推進委員會)는 전자정부를 효율적으로 구현하고 행정의 생산성, 투명성, 민주성을 높여 국민의 삶의 질을 향상시키기 위하여 행정안전부 장관 소속으로 설치된 위원회이다.

## 설치 근거
- 전자정부추진위원회 설치 및 운영에 관한 규정 (행정안전부훈령)[1]

## 기능
- 전자정부 추진을 위한 기본방향 및 전략에 관한 사항
- 전자정부 기본계획의 수립 및 시행에 관한 사항
- 전자정부 기본계획의 추진실적 점검·평가에 관한 사항
- 전자정부 정책에 관한 의견 수렴 및 반영에 관한 사항
- 전자정부 추진을 위한 법·제도 개선에 관한 사항
- 전자정부와 관련된 사업의 검토·조정
- 그 밖에 전자정부 추진에 관하여 위원회의 위원장(이하 "위원장"이라 한다)이 부의한 사항

## 연혁
- 2001년 1월 30일: 기존의 각 부처 중심의 정보화추진에 따른 조정력 약화를 극복하고 민간부문의 의견을 적극 수렴하기 위하여 정부혁신추진위원회 산하 민·관 합동 위원회로 전자정부특별위원회가 설립되었다.[2]
- 2003년 1월 29일: 전자정부특별위원회의 활동이 종료되었다.[3]
- 2016년 3월 30일: 행정자치부훈령으로 전자정부추진위원회 설치 및 운영에 관한 규정이 제정되었다.
- 2016년 4월 1일: 제1기 전자정부추진위원회 위원 위촉식과 제1차 전자정부추진위원회 회의가 개최되었다.
- 2018년 7월 6일: 제2기 전자정부추진위원회 위원 위촉식과 제9차 전자정부추진위원회 회의가 개최되었다.

## 구성
- 위원장 2명을 포함한 30명 이내의 위원으로 구성된다.
  - 위원장은 행정안전부 장관과 행정안전부 장관이 위촉하는 민간 위원이 공동 위원장이 된다.[4]
  - 위원은 다음 각 호의 어느 하나에 해당하는 사람이 된다.[5]
    1. 행정안전부 차관, 기획재정부 제2차관, 과학기술정보통신부 제2차관
    2. 한국정보화진흥원장, 한국지역정보개발원장, 한국인터넷진흥원장
    3. 전자정부에 관한 학식과 경험이 풍부한 사람 중에서 행정안전부장관이 위촉하는 사람
- 위원의 임기는 2년으로 하되 연임할 수 있다. 다만, 잔여 임기가 1년 이상인 위원의 사임 등으로 인하여 새로 위촉된 위원의 임기는 전임위원 임기의 남은 기간으로 한다.[6]
- 간사는 2명인데, 행정안전부 디지털정부국장과 국가정보자원관리원장이다.[7]